# William de Ros, II barón de Ros
William de Ros, II barón Ros de Helmsley (c. 1285 – 3 de febrero de 1343) fue hijo de William de Ros, I barón Ros de Helmsley y Maud de Vaux.

## Biografía
Como II barón Ros de Helmsley, Werke, Trusbut & Belvoir, fue miembro del parlamento durante los reinados de Eduardo II y Eduardo III. En 1321, terminó la construcción del priorato de Blakeney, fundada por su padre. Fue nombrado Lord Ross de Werke. También fue Lord Alto Almirante, y uno de los comisionarios, junto al arzobispo de York, que debió negociar la paz con Roberto de Bruce, recién nombrado rey de Escocia.
William de Ros fue enterrado en el Priorato de Kirkham, crea del gran altar.

## Familia
William de Ros se casó antes del 25 de noviembre de 1316 con Margery Badlesmere (c.1306 – 18 de octubre de 1363), hija mayor de Bartholomew de Badlesmere, I barón Badlesmere, y Margaret de Clare, hija de Sir Thomas de Clare. Los barones de Ros tuvieron dos hijos y tres hijas:
- William, quien sucedió a su padre como barón.
- Thomas, quien sucedió a su hermano como barón.
- Margaret, esposa de  Sir Edward de Bohun.
- Maud, esposa de John de Welles, IV barón Welles.
- Elizabeth, who married William la Zouche, II barón Haryngworth.

Maud sobrevivió a su marido por años y fue una de las personas en presenciar el jubileo del año 1350, en Roma; muy a pesar de que el rey trató de prevenir que nadie acudiera mediante una pena económica.